# 恰克恰克 (食物)

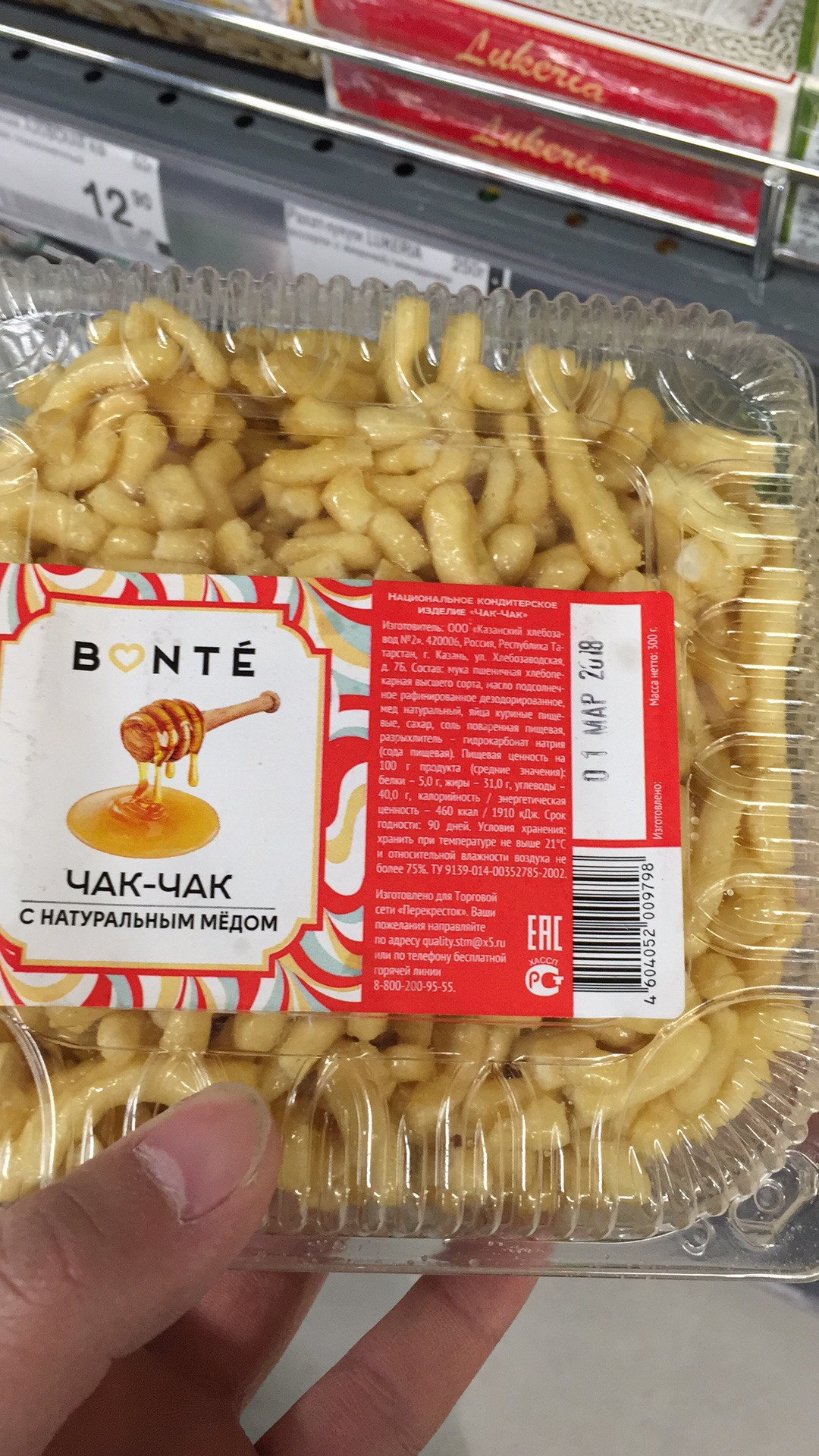
产于喀山的在超市售卖的恰克恰克

恰克恰克，是一种鞑靼人的甜食。在俄罗斯它流行于鞑靼斯坦共和国和巴什科尔托斯坦共和国以及中国的塔塔尔族之中，被视为鞑靼人的国民食品。它也是吉尔吉斯人、乌兹别克人和哈萨克人的传统美食。
恰克恰克的制法源于保加尔人。传说其起源于保加尔的汗为自己的独子举办婚礼时发明的一种食品。

## 制法
基本做法是在面粉中加入奶和蛋，和成面团，分割并揉搓为榛仁大小，并加以油炸。有一些做法也加入榛仁或干果。将这些原料堆叠在特定的模具中，浇上热蜂蜜，冷却即成。
面团的颗粒常为球状，但也有其他形状：颗粒为条状的称为（Boxara käläwäse），意为布哈拉的。
哈萨克语中恰克恰克称为夏克夏克（Шәк-шәк，shek-shek），做法与鞑靼恰克恰克类似，但面团的颗粒通常为条状。

## 当代文化

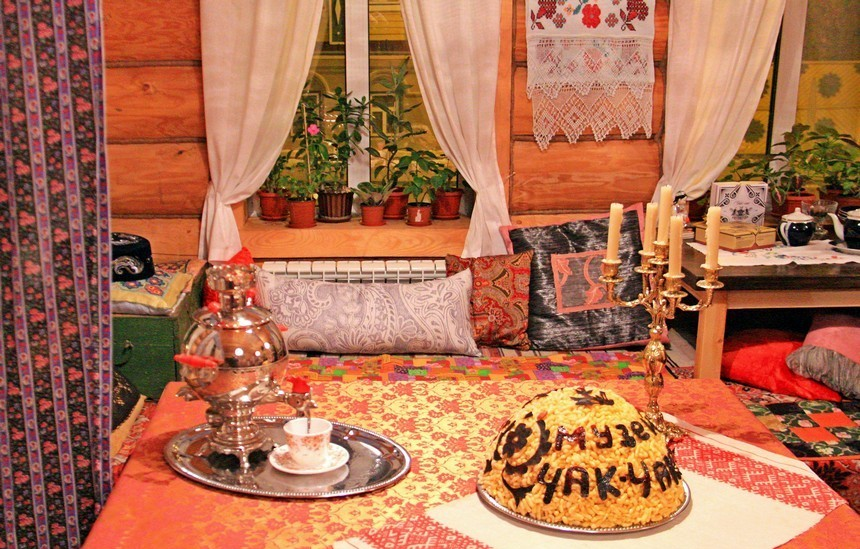
喀山恰克恰克博物馆中展出的恰克恰克

婚礼用的恰克恰克通常尺寸大一些，表面会饰以糖果。
2005年，为庆祝鞑靼斯坦首都喀山建城1000周年，当地制作了当时俄罗斯最大的恰克恰克，重1000公斤。
鞑靼斯坦共和国首都喀山有一座恰克恰克博物馆，该馆通过介绍恰克恰克等传统食品令参观者了解鞑靼文化。参观者不仅可以品尝，也可以观看工作人员制作恰克恰克。
中国的塔塔尔族也会制作恰克恰克，会使用于迎宾的场合，也会被看作一种萨其马。

## 相关链接
- ：一种满族食品。其传统做法与恰克恰克相似[12]